# Ilha Kozloduy
A ilha Kozloduy (em búlgaro:  остров Козлодуй, Ostrov Kozloduy) é uma ilha do rio Danúbio, pertencente à Bulgária. É a segunda maior ilha búlgara do Danúbio (depois da Ilha Belene). Situada frente à cidade de Kozloduy (Козлодуй), tem 7,5 km de comprimento e entre 0,5 e 1,6 km de largura, com uma área total de 6,1 km² (610 hectares).
A ilha tem altitude máxima de 4,3 metros e flora composta por álamos. Entre as aves que nidificam na ilha há gansos-selvagens e patos-selvagens.